# Rudenka, Iampil
Rudenka (în ucraineană Руденка) este un sat în comuna Marciîhîna Buda din raionul Iampil, regiunea Sumî, Ucraina.

## Demografie
Componența lingvistică a localității Rudenka
     Ucraineană (100%)
Conform recensământului din 2001, toată populația localității Rudenka era vorbitoare de ucraineană (100%).